# Макдональд, Эндрю Пол
Эндрю Пол Макдональд (англ. Andrew Paul MacDonald) — современный канадский композитор, гитарист, дирижёр и музыкальный педагог, специализирующийся на сочинении современной классической и джазовой музыки. Как исполнитель-гитарист — финалист национального конкурса исполнителей CBC (1979), лауреат 8 премий CAPAC в период с 1984 по 1988 год. Как композитор — лауреат премии «Джуно» за лучшую классическую композицию года (1996, Концерт для скрипки с оркестром), победитель композиторского конкурса Международной ассоциации кларнетистов (1997, Music for the Open Air для кларнета и струнного квартета). Кавалер ордена Канады (2021). Вице-президент Канадской лиги композиторов в 1995—1997 годах, декан отделения музыки Университета Бишопс (Квебек).

## Биография
Родился в Гуэлфе (Онтарио) в 1958 году. Там же в 9 лет начал учиться игре на гитаре, брал уроки у Джона Беккера и Брюса Френча, а позже у Александра Лагойи, Майкла Лоримера, Рэя Сили и Мануэля Лопеса-Рамоса. Обучался музыкальной теории и игре на фортепиано у Розмари Гамильтон. Поступив в Университет Западного Онтарио, продолжал обучение по классу классической гитары, а также изучал композицию под руководством Арсенио Хирона и Алана Херда. Одновременно играл в музыкальных группах, исполнявших джаз, блюз и рок-музыку.
В 1979 году стал финалистом национального конкурса исполнителей CBC. На следующий год стал первым исполнителем Концерта для гитары Ричарда Родни Беннетта. Получив степень бакалавра музыки в Университете Западного Онтарио, получил стипендию на продолжение образования по классу композиции в Мичиганском университете в Анн-Арборе, занимался у Уильяма Болкома, Лесли Бассетта, Уильяма Олбрайта и Дж. Б. Уилсона. Получил степень магистра в 1982 и доктора музыки в 1985 году. Во время учёбы, в 1982 году, впервые выступил на сцене Карнеги-холла в рамках фестиваля Международного общества современной музыки.
В 1985 году вернулся в Канаду. Преподавал в Университетах Брандона (Манитоба) и Уилфрида Лорье (Онтарио), прежде чем в 1987 году принять предложение постоянной работы преподавателя и штатного композитора Университета Бишопс в Квебеке. Проработал в этом вузе 34 года, в том числе четыре раза занимая пост декана отделения музыки. В годы работы в университете участвовал в создании при нём ансамбля Musica Nova, в котором занимал должность художественного руководителя.
Продолжая выступать как виртуоз-гитарист, включал в свои программы собственные произведения и дебютные исполнения произведений других канадских авторов, в том числе Гленна Бера. С 1984 по 1988 год завоевал восемь премий CAPAC. В 1988—1989 годах штатный композитор Канадской оперы, для которой сочинил одноактную оперу «Невероятная слава мистера Шарпа» (англ. The Unbelievable Glory of Mr Sharp). Среди других произведений, заказанных у Макдональда в этот период, были Music for the Open Air для кларнета и струнного квартета (для кларнетиста Стэнли Фишера, 1990) и пьеса After Dark… для пианистки Анджелы Чен (заказ CBC, 1990). В 1992 году стал финалистом конкурса фонда DuMaurier Arts с оркестровой композицией Run Before the Wind, а на следующий год завоевал вторую премию в этом же конкурсе с пьесой Les Voix Éternelles.
В 1995 году Дэвид Стюарт и Манитобский камерный оркестр под управлением Саймона Стритфилда записали Концерт для скрипки с оркестром Макдональда. Эта запись на следующий год принесла автору премию «Джуно» за лучшую классическую композицию. Еще через год он получил первую премию на композиторском конкурсе Международной ассоциации кларнетистов за Music for the Open Air. В дальнейшем выполнял заказы ведущих симфонических и филармонических оркестров Канады, камерных ансамблей и отдельных музыкантов (Джеймс Кэмпбелл, Джозеф Петрик, Марио Бернарди, Брамуэлл Тови, Алекс Пок, Питер Унджян и другие). С конца 1990-х годов неоднократно сотрудничал со скрипачом Джаспером Вудом, в том числе завоевав в 2005 году премию Музыкальной ассоциации Восточного побережья с композицией The Great Square of Pegasus. В 2011 году создал для Тихоокеанской оперы Виктории оперу «Свадьба Мэри» по одноименной пьесе Стивена Массикотта. Помимо классики, сочинял джазовые и блюзовые композиции, которые записывал в составе трио Макдональд-Бретон-Салливан.
Член Канадской лиги композиторов, входил в исполком организации в 1993—1997 годах, занимал пост вице-президента в 1995—1997 годах. К 2022 году были изданы 20 альбомов произведений Макдональда. В общей сложности на этих альбомах, издававшихся лейблами BIS Records, Marquis, ATMA Classique и Centrediscs, записаны 35 произведений композитора. В 2021 году произведен в кавалеры ордена Канады.